# Serie A 2011 (canoa polo maschile)
La Serie A 2011 è la 19ª edizione della massima serie del campionato italiano maschile di canoa polo disputato dal 1993, anno di adozione da parte della Federazione Italiana Canoa Kayak del regolamento internazionale.

## Squadre partecipanti

### Concentramento Nord
| Club                 | Città    |
| -------------------- | -------- |
| S.S. Murcarolo       | Genova   |
| G.Z. Academy         | Bari     |
| Idroscalo Club       | Milano   |
| S.C. Ichnusa         | Cagliari |
| Arenzano Canoa       | Arenzano |
| Pro Scogli Chiavari  | Chiavari |
| S.C.Comunali Firenze | Firenze  |

### Concentramento Sud
| Club                                      | Città              |
| ----------------------------------------- | ------------------ |
| A.S.Mariner C.C.                          | Roma               |
| Circolo Nautico Posillipo                 | Napoli             |
| Circolo Canottieri Antonio Offredi A.S.D. | Amalfi             |
| CUS Bari                                  | Bari               |
| C.N. Marina S.Nicola                      | San Nicola l'Arena |
| P.N Katana                                | Catania            |
| KST 2001                                  | Siracusa           |

## Stagione Regolare
Gli incontri si svolgeranno nelle seguenti giornate:
09/10 aprile : Maiori
30 aprile/1 maggio : San Miniato raggruppamento nord - Catania raggruppamento sud
21/22 maggio : Bari
04/5 giugno : Bologna raggruppamento nord - Palermo raggruppamento sud
02/3 luglio : Roma

### Classifica
|  |     | Classifica 2011             | Pti | G  | V  | N | P  | GF  | GS  | DR   |
|  | --- | --------------------------- | --- | -- | -- | - | -- | --- | --- | ---- |
|  | 1.  | Pro Scogli Chiavari         | 67  | 26 | 21 | 4 | 1  | 157 | 72  | 85   |
|  | 2.  | CN Marina di San Nicola     | 62  | 26 | 20 | 2 | 4  | 138 | 75  | 63   |
|  | 3.  | Circolo Nautico Posillipo   | 59  | 26 | 18 | 5 | 3  | 146 | 83  | 63   |
|  | 4.  | KST 2001 Siracusa           | 59  | 26 | 18 | 5 | 3  | 135 | 77  | 58   |
|  | 5.  | Canottieri Comunali Firenze | 53  | 26 | 17 | 2 | 7  | 141 | 86  | 55   |
|  | 6.  | CK Gravità Zero Academy     | 46  | 26 | 15 | 1 | 10 | 120 | 89  | 31   |
|  | 7.  | Mariner Canoa Club          | 45  | 26 | 14 | 3 | 9  | 112 | 94  | 18   |
|  | 8.  | Società Canottieri Ichnusa  | 32  | 26 | 10 | 2 | 14 | 100 | 128 | -28  |
|  | 9.  | CUS Bari                    | 31  | 26 | 10 | 1 | 15 | 88  | 120 | -32  |
|  | 10. | Arenzano Canoa              | 28  | 26 | 9  | 1 | 16 | 89  | 116 | -27  |
|  | 11. | Polisportiva Nautica Katana | 28  | 26 | 9  | 1 | 16 | 91  | 133 | -42  |
|  | 12. | Società Sportiva Murcarolo  | 16  | 26 | 5  | 1 | 20 | 92  | 125 | -33  |
|  | 13. | Idroscalo Club              | 3   | 26 | 1  | 0 | 25 | 70  | 182 | -112 |
|  | 14. | CC Antonio Offredi          | -2  | 21 | 1  | 0 | 20 | 56  | 165 | -109 |

Il CC Antonio Offredi non si è presentato all'ultima giornata e ha perciò subito una penalizzazione di 5 punti.

## Play off scudetto
I play off scudetto si sono svolti presso l'Idroscalo di Milano il 30 e 31 luglio 2011.

### Spareggi per le semifinali
- KST Siracusa - CC Firenze 4-2
- CN Posillipo - CK Academy 4-1
- KST Siracusa - CC Firenze 2-1
- CN Posillipo - CK Academy 4-0

### Semifinali
- KST Siracusa - PS Chiavari 4-7
- CN Posillipo - Marina San Nicola 5-2
- KST Siracusa - PS Chiavari 3-4
- CN Posillipo - Marina San Nicola 8-3

### Finali
- 5°/6°: CC Firenze - CK Academy 3-2
- 3°/4°: KST Siracusa - Marina San Nicola 4-3
- 1°/2°: CN Posillipo - PS Chiavari 4-3

### Classifica
1 Circolo Nautico Posillipo 
2 Pro Scogli Chiavari 
3 KST 2001 Siracusa 
4 Circolo Nautico Marina di San Nicola
5 Canottieri Comunali Firenze
6 Canoa Kayak Gravità Zero Academy

## Vincitore
| Campione d'Italia 2012                |
| ------------------------------------- |
| Circolo Nautico Posillipo (7º titolo) |